# Christine Sèvres
Jacqueline Amélie Estelle Boissonnet, dite Christine Sèvres, née le 25 mars 1931 à Paris 5e et morte le 1er novembre 1981 à Marseille, est une comédienne et chanteuse française. 
Elle fut la compagne puis la première épouse de Jean Ferrat.

## Biographie
Le père de Christine Sèvres, Jacques Boissonnet, travaille à la Caisse des dépôts et consignations ; sa mère est secrétaire chez Larousse.

### L'apprentie comédienne
Elle a huit ans quand ses parents se séparent, et vit dès lors chez son père remarié. Très affectée, elle devient une adolescente fugueuse qui s'adonne à la rime et qui rêve de faire carrière au théâtre. Elle s'inscrit au cours d'art dramatique de Roger Clairval mais sous un pseudonyme afin de ne pas contrarier ses parents : ce sera Christine « Sèvres » car elle habite à l'époque en face de la station de métro Sèvres-Babylone,.
Pour gagner sa vie et, à partir de 1953 pour élever sa fille, Véronique Estel, née d'une union sans lendemain, Christine Sèvres est successivement vendeuse, mannequin, entraîneuse de cabaret, serveuse, portraitiste aux terrasses des cafés de Saint-Germain-des-Prés, dessinatrice industrielle, secrétaire d'écrivains, puis employée de bureau pendant plus de deux ans,. Finalement, la petite Véronique est placée en nourrice, elle y restera neuf années.
Comme comédienne de théâtre, Christine Sèvres joue dans Cromwell de Victor Hugo, La Locandiera de Carlo Goldoni, La Cerisaie d'Anton Tchekhov… . Elle enregistre aussi des contes pour la radio.

### Du théâtre aux cabarets de la Rive gauche

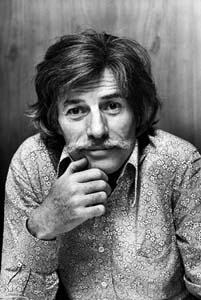
Jean Ferrat

Faute de pouvoir percer au théâtre, elle décide, au milieu des années 1950, de tout laisser tomber — emploi, proche entourage — et de se tourner vers la chanson. Au club Plein Vent où elle lit des poèmes, elle rencontre Jean-Pierre Suc, animateur du cabaret Le Cheval d’Or, qui l'engage, en décembre 1956, pour des tours de chant,. 
De 1956 à 1960, elle se produit comme chanteuse dans divers cabarets (Le Vieux Colombier, L'Échelle de Jacob, Milord l'Arsouille, L'Écluse, La Colombe…). C'est là qu'elle rencontre, en 1956, l'auteur-compositeur-interprète Jean Ferrat, alors débutant. Celui-ci, par la suite, lui offrira quelques-unes de ses chansons et lui en composera une sur mesure, la chanson d'amour Tu es venu (1968).

### La compagne et l'épouse de Jean Ferrat
Elle épouse Jean Ferrat, en 1961, après trois ans de vie commune d'abord rue des Pyrénées, dans la famille de Jean, puis à Ivry-sur-Seine, dans leur premier « chez soi ». Jean Ferrat considère comme sa fille l'enfant qu'elle a eu en 1953 de son premier mariage,.

### La chanteuse
En 1959, elle enregistre trois chansons : La Marche prénuptiale, L'Auréole et Le Clown de Giani Esposito. Elles paraissent en janvier 1960, sur un disque collectif 33 tours 25 cm : Paris, rive gauche. Elle reçoit à cette occasion le grand prix du music-hall.
En octobre 1962, son premier super 45 tours (Les Nomades) sort chez Polydor. 
En novembre 1963, en tournée pour plusieurs mois, elle passe en vedette américaine de Georges Brassens, puis, à nouveau, en novembre 1964, à Bobino, en invitée de Barbara ; Jean Ferrat est incognito dans les coulisses.
En juin 1967, elle accompagne Jean Ferrat à Cuba pour un séjour de plusieurs semaines. Celui-ci y donne une dizaine de galas. Le couple revient, enthousiaste, de l'île révolutionnaire (ils sont, l'un et l'autre, sympathisants du parti communiste français sans en être adhérents).
En décembre 1967, elle repart en tournée avec Georges Brassens.
Son premier album 30 cm, Oscar et Irma, sort chez CBS le 10 mai 1968. Il contient la chanson d'amour, Tu es venu, que Jean Ferrat a écrite et composée pour elle, ainsi qu'une reprise de Brigitte Fontaine. L'album passe inaperçu, derrière les évènements du mois, qui occupent toute l'actualité. C'est une profonde déception pour la chanteuse, déjà rendue amère par l'inégal succès de sa carrière et de celle de son époux.
En janvier 1969, avec Jean Ferrat, elle enregistre un duo qui débute par un dialogue chanté (leur seul duo) : La Matinée (paroles d’Henri Gougaud, musique de Jean Ferrat), chanson qui célèbre l'engagement. Il sera sur le nouvel album de Ferrat, qui sort en mars de la même année. Du 7 février au 16 mars 1969, elle passe en vedette américaine de Serge Reggiani à Bobino.
Son second album sort le 9 février 1970, toujours chez CBS, qui comprend trois autres reprises de Brigitte Fontaine. Il est suivi de deux 45 tours extraits de l'album.
Si, par son exigence en matière de textes et la finesse de sa voix, Christine Sèvres impressionne des professionnels comme Ferrat et Brassens, par contre elle ne suscite pas l'enthousiasme du grand public. Alors que la carrière de son mari s'envole, la sienne plafonne puis décline tout au long des années 1960. Elle passe une dernière fois à L'Écluse, puis abandonne la chanson en 1972.

### Les années ardéchoises

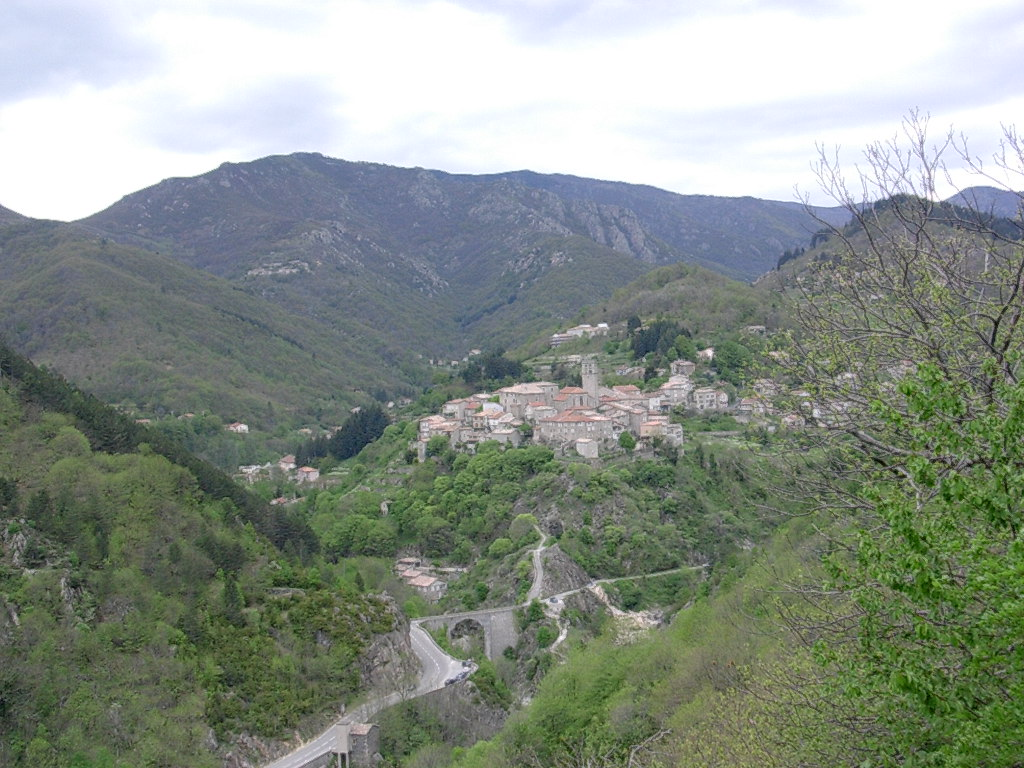
Antraigues-sur-Volane.

En 1974, Christine Sèvres et Jean Ferrat décident de se retirer dans la résidence que le couple possède depuis 1964 dans la commune d’Antraigues-sur-Volane (près de Vals-les-Bains) en Ardèche. Véronique, maintenant majeure, les suit à Antraigues (et finit par s'installer plus au sud, à Aubenas).
Christine Sèvres se consacre désormais à la peinture. À l'été 1975, elle expose ses toiles, en compagnie d’autres artistes, à Antraigues. Elle revient brièvement à Paris en 1980 pour réenregistrer La Matinée avec son mari. Sa belle voix est restée intacte.

### Maladie et mort

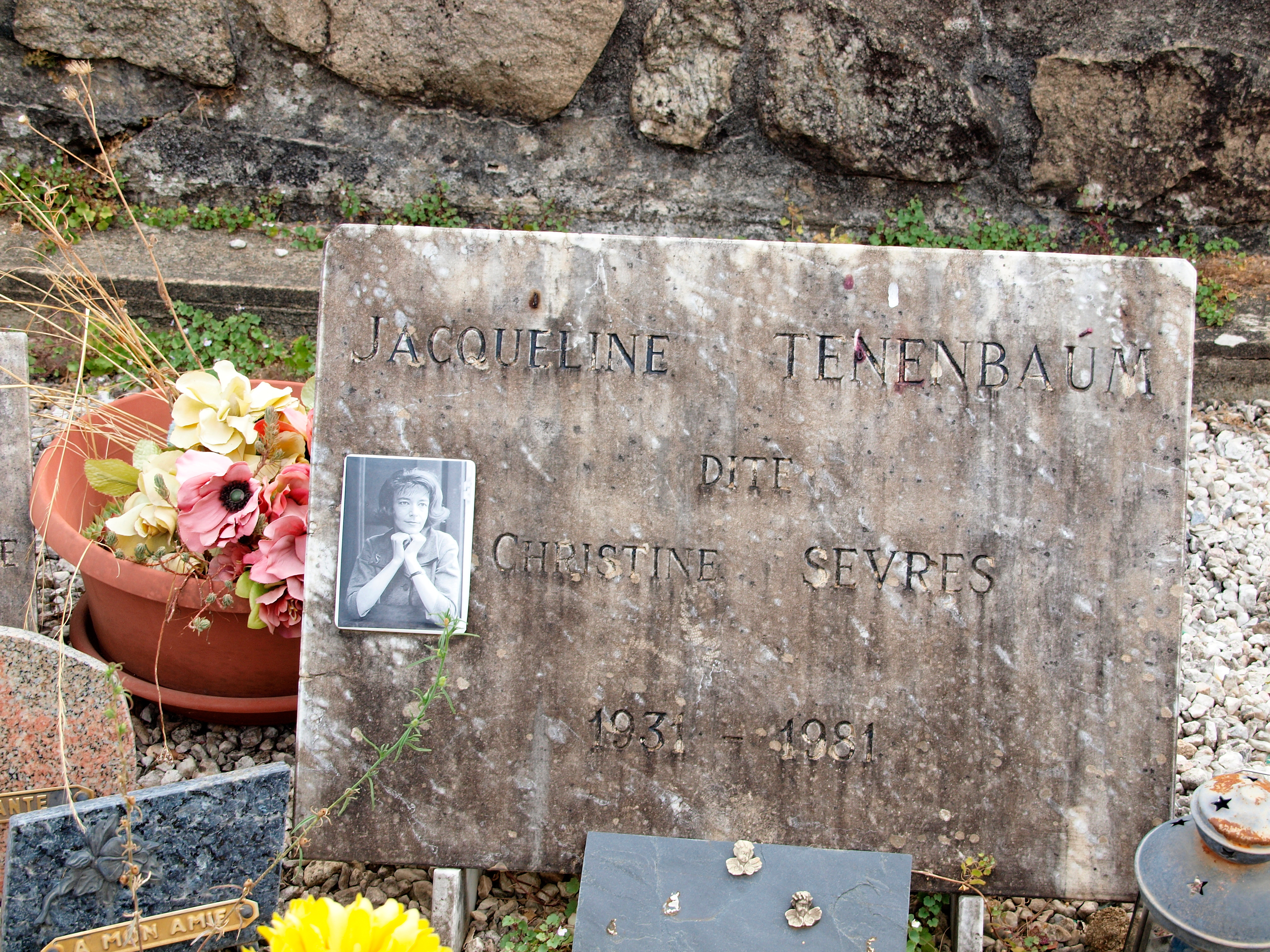
Sépulture de Christine Sèvres, dans le cimetière d'Antraigues-sur-Volane.

Jean et Christine, couple libre, s'éloignent mais continuent de partager la propriété d'Antraigues. Jean vit en couple avec Colette Laffont, professeure d'éducation physique et sportive rencontrée en 1971, tout en continuant de s'occuper de Christine, gravement malade. 
Conduite à Marseille pour y recevoir des soins médicaux, celle-ci meurt d'un cancer le 1er novembre 1981 à l'âge de 50 ans. Elle est enterrée au cimetière d'Antraigues-sur-Volane.

### Postérité
Le 31 octobre 2021, 40 ans après sa disparition, la salle des fêtes d'Antraygues-sur-Volane devient « espace culturel Christine Sèvres ».

## Discographie

### Albums studio
Albums originaux 33 tours 30 cm

### Compilations
- 1982 : Christine Sèvres, 33 tours 30 cm Disques Temey

1. Oscar et Irma, paroles de Jean Obé et musique de Marcel Yonnet
2. Maman j'ai peur, paroles de Brigitte Fontaine et musique de Jacques Higelin
3. Les dieux sont dingues, paroles de Brigitte Fontaine et musique de Marcel Yonnet
4. Robert le diable, poème de Louis Aragon et musique de Jean Ferrat
5. Le Beau Cancer, paroles de Brigitte Fontaine et musique d'Olivier Bloch-Lainé
6. Heureusement qu'il y a les toros, paroles et musique de Pierre Tisserand
7. Tu es venu, paroles et musique de Jean Ferrat[13]
8. Trois cigarettes, paroles de Jacques Audiberti et musique de Jorge Milchberg
9. Âme te souvient-il, poème de Paul Verlaine et musique de Léo Ferré
10. Comme Rimbaud, paroles de Brigitte Fontaine et musique d'Olivier Bloch-Lainé
11. Cuba si, paroles d'Henri Gougaud et musique de Jean Ferrat
12. En do majeur, paroles et musique de Michel Conte
13. Vivre en flèche, paroles et musique de Jean Vasca

- 1994 : Christine Sèvres, 1 CD Disques Teme[15] TEM 74453-2/Distribution Sony Music :

1. Point de vue, paroles de Martine Merri[14] et musique de Jean Arnulf
2. Oscar et Irma, paroles de Jean Obé et musique de Marcel Yonnet
3. Robert le diable, poème de Louis Aragon et musique de Jean Ferrat
4. Béton armé, paroles d'Henri Gougaud et musique de Max Rongier et José Cana
5. Comme Rimbaud, paroles de Brigitte Fontaine et musique d'Olivier Bloch-Lainé
6. Trois cigarettes, paroles de Jacques Audiberti et musique de Jorge Milchberg
7. En do majeur, paroles et musique de Michel Conte
8. Tu es venu, paroles et musique de Jean Ferrat[13]
9. La Fête aux copains, paroles de Georges Coulonges et musique de Jean Ferrat
10. Âme te souvient-il, poème de Paul Verlaine et musique de Léo Ferré
11. Maman j'ai peur, paroles de Brigitte Fontaine et musique de Jacques Higelin
12. Cuba si, paroles d'Henri Gougaud et musique de Jean Ferrat
13. Le Beau Cancer, paroles de Brigitte Fontaine et musique d'Olivier Bloch-Lainé
14. Heureusement qu'il y a les toros, paroles et musique de Pierre Tisserand
15. Les dieux sont dingues, paroles de Brigitte Fontaine et musique de Marcel Yonnet
16. Vivre en flèche, paroles et musique de Jean Vasca
17. Le Clown, paroles et musique de Giani Esposito

- 2011 : Christine Sèvres : Les Belles Chansons 1958-1970, 1 CD Disques Teme/Distribution Sony Music

1. Oscar et Irma, paroles de Jean Obé et musique de Marcel Yonnet
2. Salut Che, paroles d'Henri Gougaud et musique de Jean Ferrat
3. Robert le diable, poème de Louis Aragon et musique de Jean Ferrat
4. Béton Armé, paroles d'Henri Gougaud et musique de Max Rongier et José Cana
5. Une fille brune, paroles et musique de Daniel Laloux
6. Et bye bye, paroles et musique de Michel Conte
7. Tu es venu, paroles et musique de Jean Ferrat[13]
8. Trois cigarettes, paroles de Jacques Audiberti et musique de Jorge Milchberg
9. Les dieux sont dingues, paroles de Brigitte Fontaine et musique de Marcel Yonnet
10. Âme te souvient-il, poème de Paul Verlaine et musique de Léo Ferré
11. Dans les grands magasins, paroles d'Henri Tachan et musique de Jean-Paul Roseau
12. Cuba si, paroles d'Henri Gougaud et musique de Jean Ferrat
13. C'était l'bon temps, paroles et musique d'Alain Poirier
14. Berceuse pour ne pas s'endormir, paroles et musique de Gilles Vigneault
15. Heureusement qu'il y a les toros, paroles et musique de Pierre Tisserand
16. Comme Rimbaud, paroles de Brigitte Fontaine et musique d'Olivier Bloch-Lainé
17. Le Beau Cancer, paroles de Brigitte Fontaine et musique d'Olivier Bloch-Lainé
18. La Délaissée (Ne t'en va pas), poème de Louis Aragon et musique de Jean Ferrat
19. En do majeur, paroles et musique de Michel Conte
20. Maman j'ai peur, paroles de Brigitte Fontaine et musique de Jacques Higelin
21. Les Mal Mariées, paroles de Christine Sèvres et musique de Marcel Yonnet
22. Vivre en flèche, paroles et musique de Jean Vasca
23. Le Clown, paroles et musique de Giani Esposito